# Bænkdup
En bænkdup er en firkantet stang med fastholdeklemme til at sætte i duphullerne i en høvlebænks arbejdsbord og fungerer ved  anvendelse af en bagtang til at fastspænde et arbejdsemne. 
Bænkduppen blev oprindelig fremstillet af et jern eller stål, men femstilles nu ofte af kunststof. 